# Aérospatiale Puma
Aérospatiale SA 330 Puma – średni, dwusilnikowy śmigłowiec transportowy zaprojektowany i produkowany przez francuską firmę Sud Aviation, a później przez koncern Aérospatiale przy współpracy brytyjskiej firmy Westland Helicopters.

## Historia
Śmigłowiec powstał na zamówienie L'Aviation Légère de l'Armée de Terre – (ALAT) (fr. Lekkie lotnictwo wojsk lądowych) potrzebującej średniego śmigłowca transportowego mogącego działać w każdych warunkach pogodowych w dzień i w nocy. Wymagano także zdolności do lotów w różnych klimatach.
Pierwszy z dwóch prototypów śmigłowca oznaczonego jako SA 330 Puma wzbił się w powietrze 15 kwietnia 1965 roku. Łącznie zbudowano sześć przedprodukcyjnych egzemplarzy, z których ostatni został oblatany 30 lipca 1968 roku.
Kadłub Pumy był konstrukcji półskorupowej całkowicie metalowej z dwoma silnikami zamontowanymi u góry. Napęd przenoszony był z silników poprzez przekładnie główną na wał czterołopatowego wirnika głównego. Belka ogonowa ma konstrukcję skorupową i zakończona jest pięciołopatowym wirnikiem zamocowanym z prawej strony i stabilizatorem poziomym z lewej. Podwozie śmigłowca stanowią trzy wciągane dwukołowe golenie
Pierwszy produkcyjny SA 330 Puma opuścił fabrykę w sierpniu 1968 roku, a 25 kwietnia 1978 wersja SA 330J stała się pierwszym śmigłowcem poza ówczesnym Związkiem Radzieckim posiadającym certyfikat do działań we wszystkich warunkach klimatycznych włącznie z arktycznymi.
W roku 1967, śmigłowiec Puma został przyjęty na wyposażenie RAFu jako taktyczny śmigłowiec transportowy pod oznaczeniem Puma HC Mk.1. Rezultatem tej decyzji było podjęcie kooperacji w produkcji śmigłowca przez firmy Aérospatiale i Westland Helicopters z Wielkiej Brytanii.
Do zakończenia produkcji przez Aérospatiale w 1967 roku wyprodukowano 697 egzemplarzy śmigłowca SA 330 Puma. Jego następcą stała się ulepszona wersja AS 332 Super Puma produkowana już przez konsorcjum Eurocopter Group. Prototyp tej wersji oblatano 13 września 1978 r.
Różne wersje śmigłowca Puma były montowane lub produkowane na licencji przez Atlas Aircraft Corporation w Południowej Afryce, IAR w Rumunii i IPTN w Indonezji.

## Wersje śmigłowca Puma

### Wersje Aérospatiale
- SA 330A: Prototyp, początkowo nazywany Alouette IV.
- SA 330B: Pierwsza wersja produkcyjna.
- SA 330 Orchidee: SA 330 zmodyfikowana wersja do przenoszenia systemu radarowego Orchidee należąca do armii francuskiej.
- SA 330C: Pierwsza wersja eksportowa.
- SA 330E: Wersja produkowana przez Westland Helicopters dla RAF-u oznaczona jako HC Mk 1. W służbie od 1971 roku.
- SA 330F: Pierwsza cywilna wersja eksportowa z silnikiem turbinowym Turboméca Turmo IIIC4.
- SA 330G: Ulepszona cywilna wersja z silnikiem Turboméca Turmo IVC i wirnikiem głównym wykonanym z kompozytów.
- SA 330H: Ulepszona wersja dla armii francuskiej i eksportowa wersja z silnikiem Turboméca Turmo IVC i wirnikiem głównym wykonanym z kompozytów.
- SA 330J: Ulepszona cywilna wersja transportowa.
- SA 330L: Ulepszona wersja przystosowana do gorących klimatów.
- SA 330Z: Prototyp z wirnikiem ogonowym typu fenestron (typu wentylatorowego).

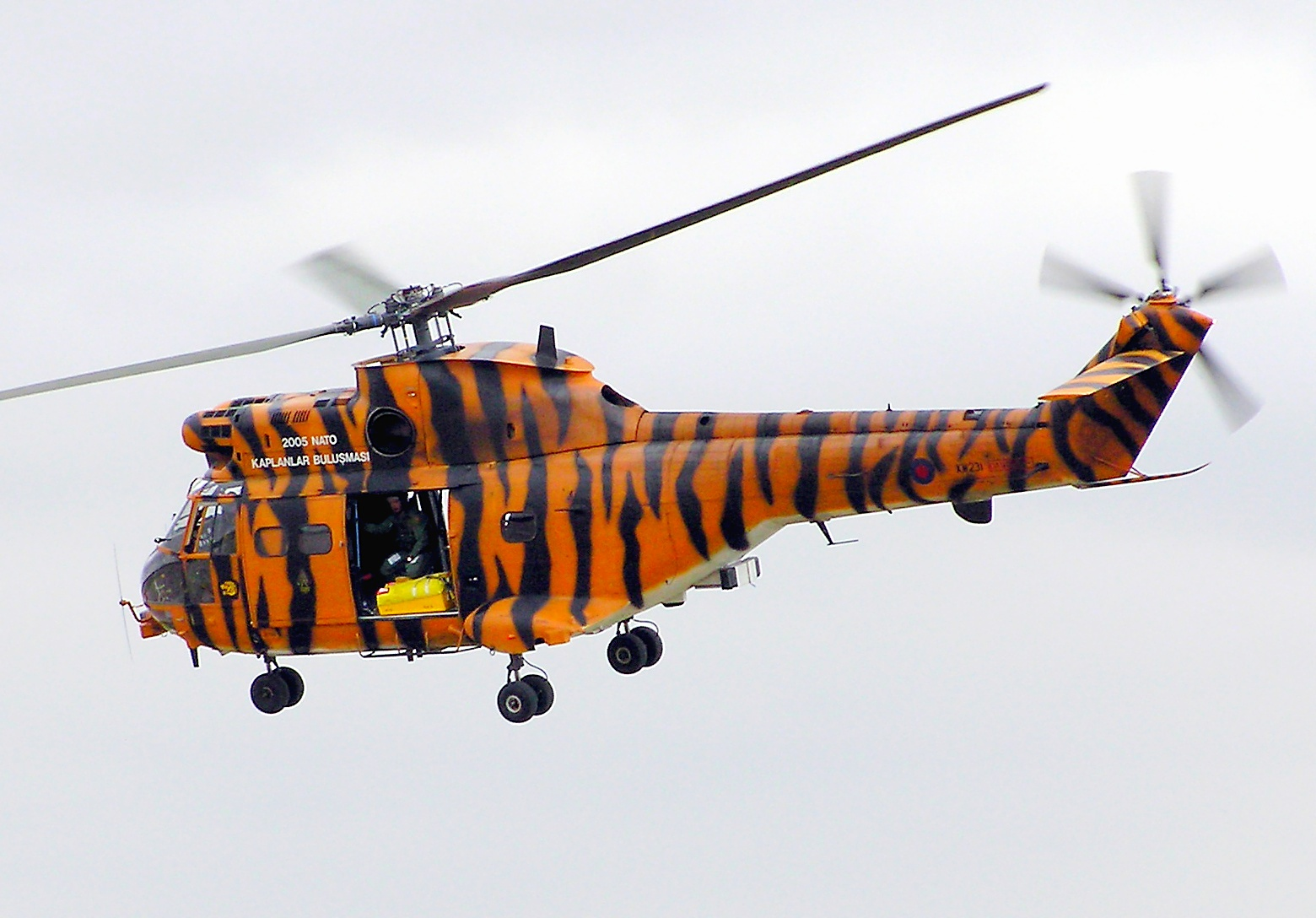
Westland Puma HC1 należący do RAF-u

### Wersje innych producentów
- Atlas Aircraft Corporation Oryx: Przerobiona i ulepszona wersja SA 330 Puma produkowana dla Sił Zbrojnych RPA.
- IAR 330 L: SA 330 Puma budowana na licencji w Rumunii przez IAR. Taka sama jak SA 330L Aérospatiale.
- IAR 330 Puma Naval: rumuńska wersja śmigłowca pokładowego z 2007 roku (3 egzemplarze)[2]
- IPTN NAS 330J: Wersja montowana w Indonezji przez IPTN pod lokalnym oznaczeniem NAS 330J i oznaczeniem Aérospatiale SA 330J. Zbudowano łącznie 11 egzemplarzy.
- Westland Puma HC Mk. 1: Wersja SA 330E montowana przez Westland Helicopters dla RAF-u.

## Uzbrojenie
Różne typy uzbrojenia podwieszanego i montowanego w kabinie, takiego jak karabiny maszynowe 7,62 mm i 20 mm działka automatyczne

## Filmy
Śmigłowiec Puma można zobaczyć w amerykańskich filmach akcji Rambo II i Rambo III gdzie odpowiednio ucharakteryzowany jest używany jako Mi-24 jak również w filmie Douga Limana "Na skraju jutra".